# ایتالیا ۴۷۷
سیارک ۴۷۷ (به انگلیسی: 477 Italia، نامگذاری:1901GR) چهارصد و هفتاد و هفتمین سیارک کشف شده‌است که در ۲۳ اوت ۱۹۰۱ و در هایدلبرگ کشف شد.
قدر مطلق سیارک برابر ۱۰٫۲۵ است.